# Francesc Civil i Castellví
Francesc Civil i Castellví (Molins de Rei, Baix Llobregat, 12 de març de 1895 – Girona, 29 de novembre de 1990) va ser un compositor, organista, pianista i escriptor català.

## Biografia
Darrer fill del músic Miquel Civil i Bogunyà i germà d'Aleix Ildefons Civil i Castellví (1889-1936), músic i monjo de Montserrat, i de Joseph Civil i Castellví (1876-1956), notable pianista i compositor de certa anomenada a París, rebé les bases de l'art musical de mans del seu pare. El 1903 ingressà en l'Escolania de Montserrat, on va ser alumne del pare Guzmán i condeixeble de David Pujol, i després estudia a Étampes (1908-1910), Pithiviers (1910-1913) i a la Schola Cantorum de París (1913-1917), on obtingué els diplomes d'harmonia, contrapunt, piano i cant gregorià.
El 1917 feu el servei militar a Figueres, s'hi casà i hi romangué fins al 1924, i es relacionà amb mossèn Isidre Lleys, amb Antoni Juncà, que el formà en música sardanística, amb els germans Lluís i Ricard Pitxot i amb el pianista Enric Costa; formà part de diverses agrupacions cambrístiques i musicals i exercí la tasca docent. Després es traslladà a Girona, on restà fins a la mort.
El 1925 ocupa interinament la plaça d'organista de la catedral de Girona fins al 1954, en què passà a ser-ne titular. Des de 1930 col·laborà a Diari de Girona, L'Autonomista, El Piano, Scherzando, Los Sitios i d'altres publicacions gironines, i el 1936 inicià l'Escola Municipal de Música, més tard transformada en el Conservatori de Música Isaac Albéniz de Girona, que fundà i dirigí des de 1942 fins que es va jubilar el 1965. Dirigí el Cor Provincial Femení i fundà i dirigí un grup coral de veus masculines.
Com a compositor conreà tant el repertori vocal de la música litúrgica, religiosa i civil –cal destacar les harmonitzacions de nadales catalanes– com l'instrumental per a orgue, piano, cambra i orquestra, així com el gènere sardanístic. El 1956 musicà la Cançó dels Pelegrins de Tossa de Mar, sobre text de Manuel Vilà i Dalmau
. Com a intèrpret destacà tocant el piano en diverses formacions cambrístiques i com a pianista acompanyant al cinema.
Civil rebé diversos premis i distincions, entre les quals la Medalla de Plata de Educación i Descanso (1965), la Cruz Caballero de Cisneros (1971) i el nomenament com a membre honorari de l'Associació Catalana de Compositors. Des de 1988 i també com a reconeixement, s'instituí el Concurs Anual de Composició Francesc Civil (premi Ciutat de Girona).
Pel que fa a l'aspecte musicològic, centrà el seu treball en la recuperació de dades i documentació sobre els compositors de les comarques gironines, que donà a conèixer en diverses publicacions tant d'àmbit musicològic com d'àmbit divulgatiu, edicions d'obres de diversos compositors i articles en diverses revistes.

## Obres

### Música instrumental

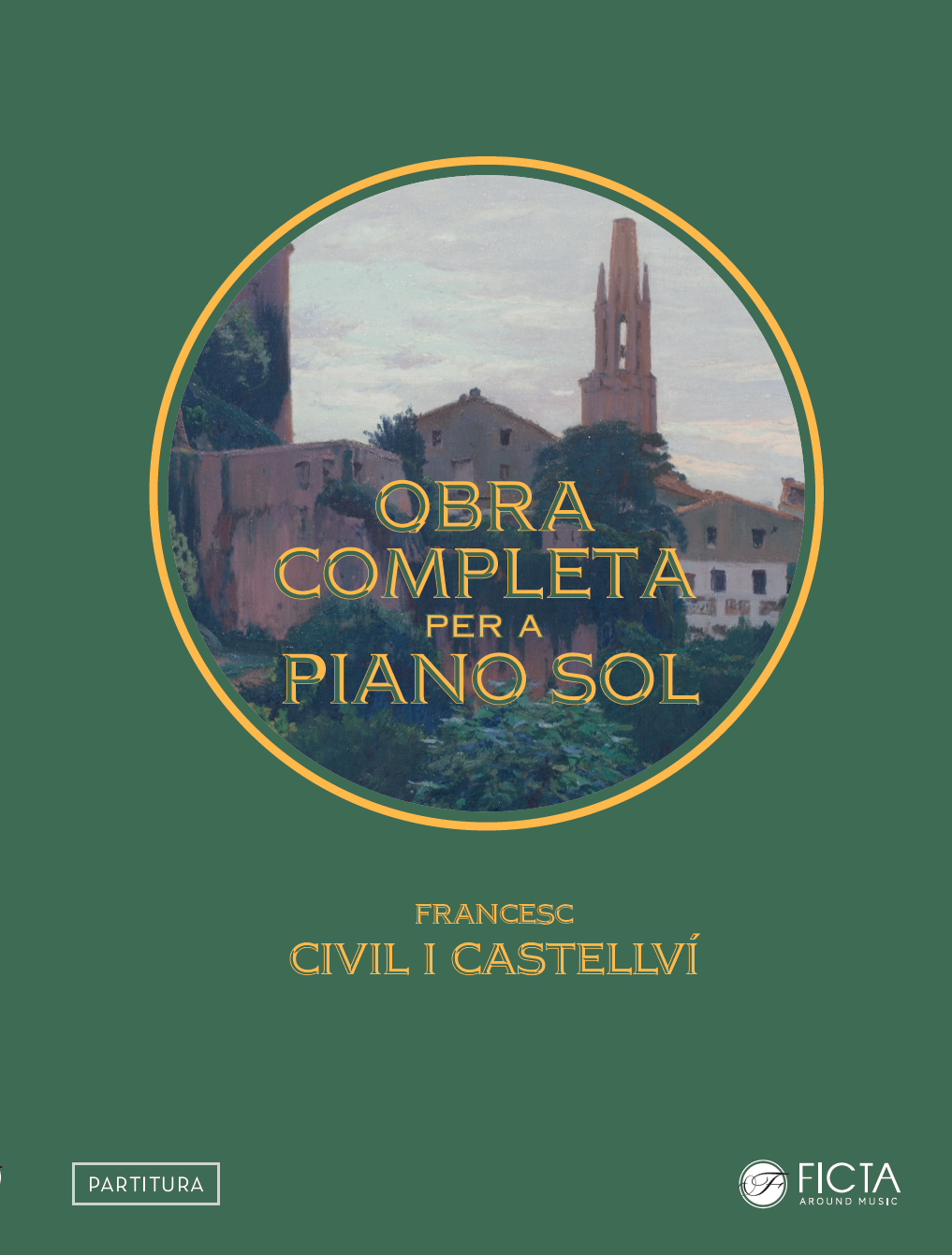
Partitura de l'Obra completa per a piano sol (ed. Miquel Villalba) publicada per FICTA edicions i produccions sl

#### Piano
- Pomell de cançons catalanes
- Tema, variacions i final
- Impressions – choral et huit variations
- Peralada – un castell a l'empordà, suite 
  - El parc
  - El castell, el castellar i la castellana
  - Oració a la verge carmelitana
  - Nimfes en el jardí)
- Toccata
- Col·lecció de ballets (o danses) populars catalanes 
  - la patum de Solsona
  - ball de Castellterçol
  - morisca
  - ball de Sant Isidre
  - ball de Cerdanya
  - l'espunyolet)
- La giralda
- Mi jotica
- Marie-Elvire – romança sense paraules
- Nocturne en sol bemoll
- Retorn
- Rapsòdia catalana
- Wilder - escrit en col·laboració amb Josep Viader i Moliner, només es fan constar els números escrits per F.Civil
  - meciendo la muñeca
  - brisa en el mar
  - canción con danza
- Concert de piano i orquestra en Re (1956)
- Festa de la santa creu, sardana
- La nit de sant joan, sardana
- El castell de montagut, sardana
- Voreta l’onyar, sardana
- La Mare de Déu del Mont, sardana
- Retorn, sardana

#### Orgue
- Díptic montserratí, orgue
- El pastor i la Mare de Déu, orgue
- Missa pontifical, orgue

#### Música de cambra
- "Andante / In honorem Sanctae Ceciliae" quartet de corda (o orquestra de corda)
- Quartet en re
- Sonata en mi major

#### Música simfònica
- Concert de piano i orquestra en Re Arxivat 2017-08-16 a Wayback Machine. (1956)
- "Poema Camperol" fantasia simfònica sobre la cançó tradicional 'Un pobre pagès', orquestra
- Scherzo empordanès, sardana per a orquestra
- Prelude et fugue (1917) orquestra

### Música vocal

#### Veu acompanyada
- Al oído, veu acompanyada
- Amor, veu acompanyada
- Els màgics somnis veu acompanyada
- Epigrama, veu acompanyada
- El noi de la mare, veu acompanyada
- El Pastor i la Mare de Déu, veu acompanyada
- El pobre pagès, veu acompanyada
- Cançó dels Pelegrins de Tossa de Mar

#### Coral
- Dues Salves Regina, música religiosa
- Mirabilia i Principes, cor i orgue
- O salutaris - Sub tuum, 4 veus i orgue
- Verset pour la Salve-Reginé, 2 veus i acompanyament
- Motet à trois voix, orgue et contrabasse, 2 veus acompanyades
- Pare nostre a 4 veus
- Misa en honor de Santa Teresa de Jesús, a 2 veus i orgue
- Goigs a Sant Jordi, a 2 veus i orgue
- Dansa de Castelltersol (1953), cor

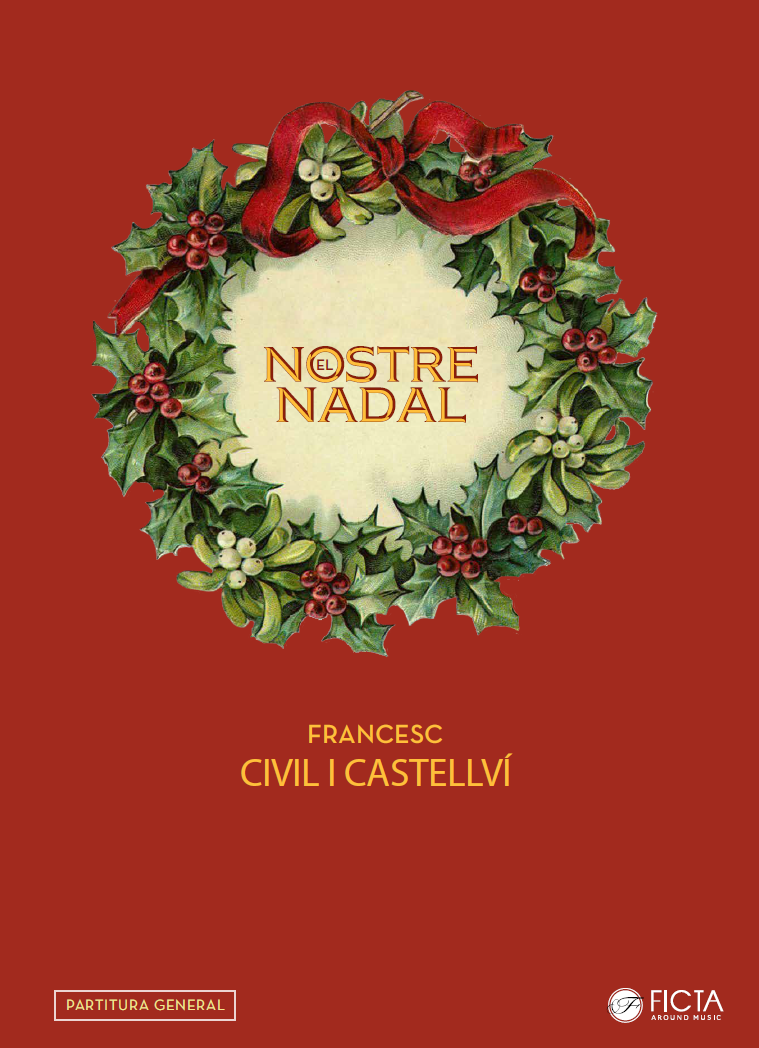
Portada de la primera edició de la partitura d'El nostre Nadal de Francesc Civil publicada per FICTA edicions i produccions sl.

- Andaluza a 4 veus (ed. 1966)
- Amb quatre brucs (1980) a 4 veus

#### Lírica i oratori
- La font del miracle
- El gran dia de Girona

- El nostre Nadal
  - per cor mixt i orquestra (1952), n'existeix una versió per a cor mixt i piano de Martí Ferrer.
  - per a cor de veus blanques i orquestra (1961), n'existeix una versió per a cor de veus blanques i piano del mateix autor.
- La Magdalena penitent, poema-oratori per a chor, solistes i orquestra, amb orgue

### Sardanes
- Si sapiguessis (1918)
- Aurora (1919)
- Les cabòries de la Mariona (1925)
- L'Andreuet i l'Elvireta (1930)
- Nit de festa (1931)
- Scherzo empordanès (1941)
- Mediterrània (1954)
- Torroella ciutat pubilla (1975)
- S'agaró bell redó
- A una flor
- La Mare de Déu del Mont
- Mediterrània
- Noces d'or
- El castell de montagut
- Voreta l’onyar
- Xamós mes d’abril
- Festa de la Santa Creu, per a piano
- La nit de Sant Joan, per a piano

## Obres literàries
- El fet musical a les comarques gironines en el lapse de temps 1800-1936 (Girona, 1970)
- La música en la catedral de Gerona (siglo XVIII)
- Anuario musical, XV, Barcelona (1960)
- La capilla de música de la catedral de Gerona (siglo XVIII)
- Anales del Instituto de estudios Gerundenses, Girona (1968-1969)
- Compositores i organistas gerundenses en el sigle XVII (1971-1973)
- Anales del Instituto de Estudios Gerundenses, Girona (1971-1973)

## Discografia

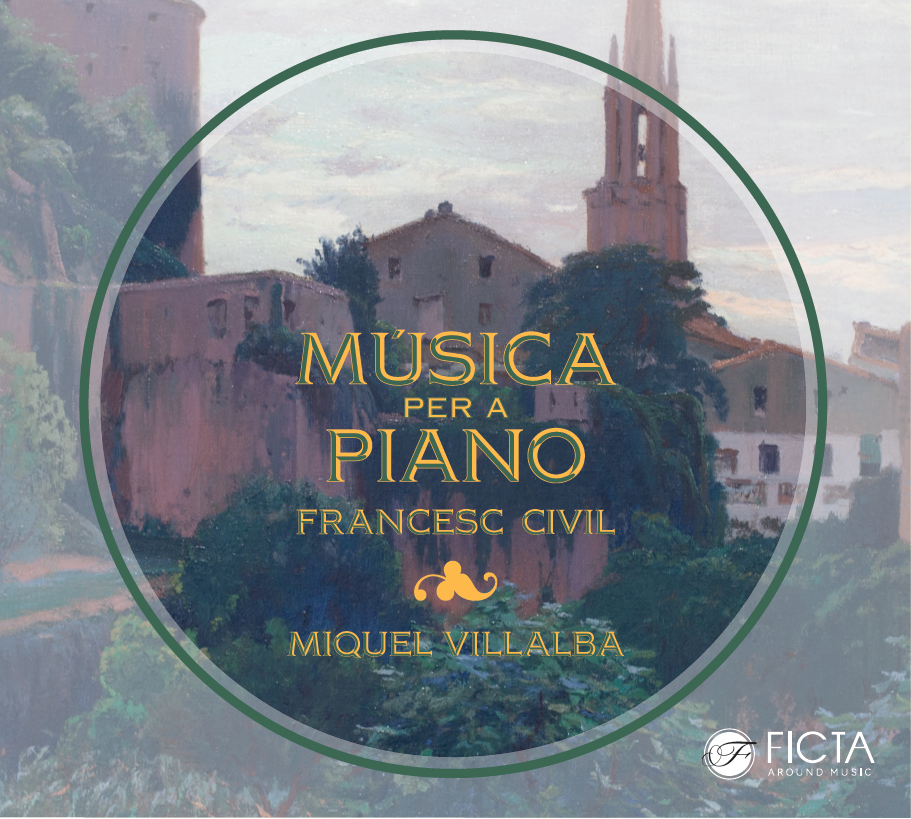
Portada del doble CD de Miquel Villalba amb la integral per a piano sol de Francesc Civil. FICTA FD00005

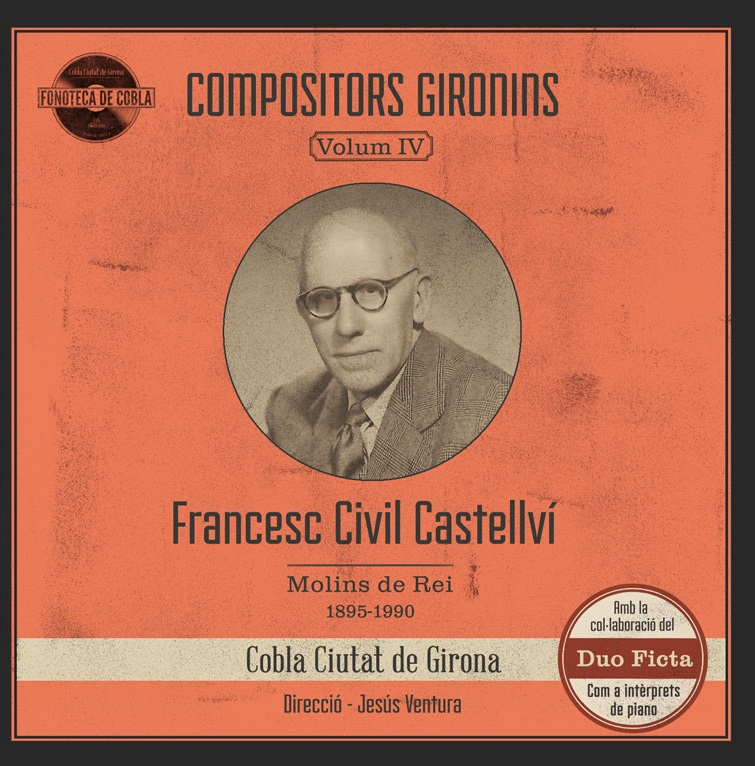
Portada del CD de la Cobla Ciutat de Girona dedicat a les sardanes de Francesc Civil amb la col·laboració especial de Miquel Villalba i el Duo Ficta.

- Música per a piano de Francesc Civil (FICTA FD00005). Miquel Villalba intepreta la integral per a piano sol de Francesc Civil en un doble CD amb més de dues hores de música que inclou un bonus track amb Rapsòdia Catalana interpretada al piano Chassaigne Frères (Barcelona, 1915) que va pertànyer a Frederic Mompou conservat al Museu de la Música de Barcelona.
- Sardanes de Francesc Civil Castellví (dins Fonoteca de Cobla - Compositors Gironins vol.IV). Cobla Ciutat de Girona (Jesús Ventura, dir) amb la col·laboració del Duo Ficta i Miquel Villalba amb tres sardanes per a piano sol i piano a quatre mans.Girona 2017
- El nostre Nadal. Escolania de Montserrat i Orquestra Julià Carbonell de les Terres de Lleida sota la direcció de Joaquim Piqué. TVCDisc, Barcelona 2006